# Stützengrün
Stützengrün, in der lokalen Mundart „Stitzngrie“ genannt, ist eine kreisangehörige Gemeinde im sächsischen Erzgebirgskreis mit knapp 3150 Einwohnern.

## Geografie
Stützengrün liegt im Erzgebirge direkt an der Grenze zum Vogtland. Durch Stützengrün fließt der Weißbach, der direkt in die Eibenstocker Talsperre einmündet.
Gemeindegliederung
Dazu gehören neben dem Ortsteil Stützengrün mit den ehemals selbständigen Gemeinden Oberstützengrün und Unterstützengrün die eingemeindeten Orte Hundshübel und Lichtenau. Ferner existiert der Ortsteil Neulehn am Fuße des Kuhbergs, der den Ursprung von Oberstützengrün bildet.

### Nachbarorte
| Gemeinde Crinitzberg im Landkreis Zwickau | Gemeinde Hartmannsdorf bei Kirchberg im Landkreis Zwickau | Stadt Schneeberg im Erzgebirgskreis   |
| Gemeinde Steinberg im Vogtlandkreis       | Kompassrose, die auf Nachbargemeinden zeigt               | Gemeinde Zschorlau im Erzgebirgskreis |
|                                           | Gemeinde Schönheide im Erzgebirgskreis                    | Stadt Eibenstock im Erzgebirgskreis   |

## Geomorphologie und Natur

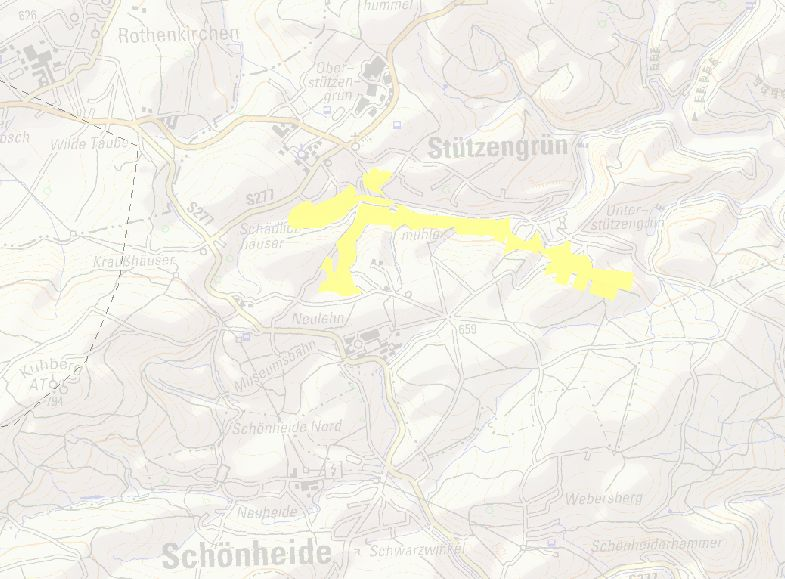
Stützengrüner Bergwiesen als FFH-Gebiet von europäischer Bedeutung (gelbe Fläche)

Die Gemeinde liegt auf einer hügeligen Hochfläche aus dem Eibenstocker Turmalingranit und erstreckt sich auf einer Höhenlage von 570 bis 680 m ü. NN. Zwischen Ober- und Unterstützengrün liegende langgezogene Bergwiesen wurden von Deutschland als Natura 2000-Gebiet „Bergwiesen um Schönheide und Stützengrün“ von zusammen 164 Hektar (davon Stützengrün etwa ein Drittel und Schönheide zwei Drittel) der Europäischen Union gemeldet. Sie gehören zum europäischen Natura-2000-Netz. Regelmäßig findet dort ein Bergwiesenfest statt, bei dem auch die frühere Nutzung als Heuwiesen vorgeführt wird. Auch Informationswanderungen auf dem in diesem Bereich angelegten „Bergwiesenerlebnispfad“ werden angeboten.

## Geschichte
Urkundlich erstmals erwähnt wurde Stützengrün 1546 im Befreiungsbrief von Balthasar Friedrich Edler von der Planitz, dem Sohn von Hans Edler von der Planitz, in dem freie Hutung, niedere Gerichtsbarkeit sowie Brau- und Schankerlaubnis gewährt, aber auch Pflichten wie Dienste auf den Feldern des Grundherrn und bei dessen Jagd sowie jährliche pachtartige Zahlungen auferlegt wurden. Zuvor bereits gab es einige Gehöfte samt einem Brauhaus am Fuße des Kuhbergs, die von der Herrschaft in Auerbach als „Neues Lehen“ vergeben wurden und noch heute den Ortsnamen Neulehn besitzen. Aus Neulehn entstand dann Oberstützengrün. Der Ortsteil Unterstützengrün war noch bis 1950 als Ortschaft mit eigenem Bürgermeister selbständig. Hier datiert die erste Erwähnung in einer Besitzurkunde über ein Mühlengut und einen Waffenhammer des Amtsschössers von Schwarzenberg von 1575.
Am 23. Dezember 1563 wurde Stützengrün durch Ankauf von August von Sachsen kurfürstliches Dorf und gehörte zum Amt Schwarzenberg. 1632 wurde eine Eisengrube erschlossen, die lange Zeit den Charakter des Ortes prägte. Die Bürstenfabrikation entstand um 1830, nachdem der Bergbau zum Erliegen kam. 1712 wurden in Stützengrün zum ersten Mal Kartoffeln angebaut.
Lichtenau kam bedingt durch die Gemeindegebietsreform am 1. Januar 1996 zu Stützengrün und Hundshübel drei Jahre später am 1. Januar 1999.

### Oberstützengrün

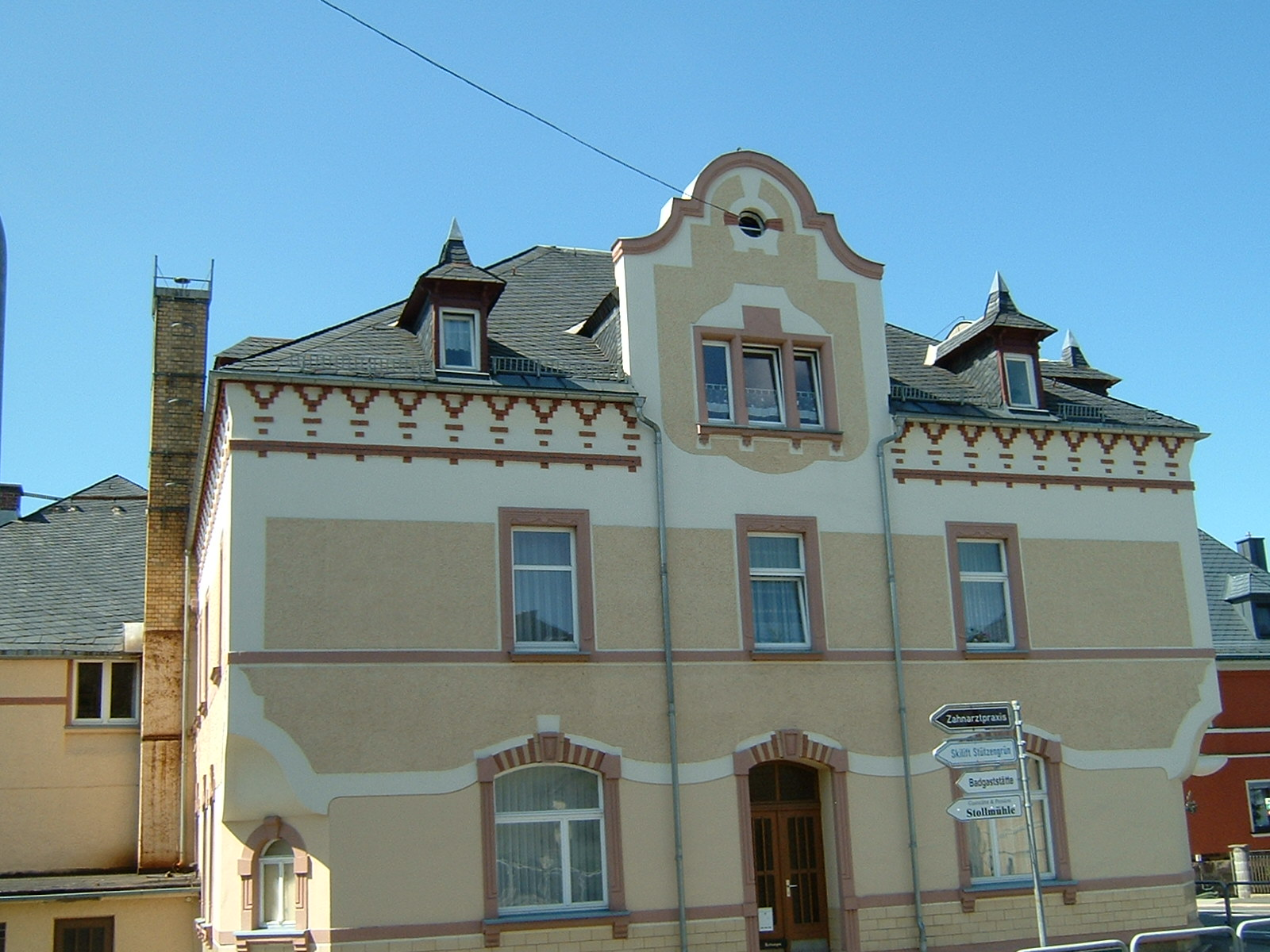
Wohnhaus (Kreuzung Schönheiderstraße und Talstraße)

Am 24. Oktober 1525 ging die Herrschaft Auerbach, darin waren die Stadt Auerbach und etwa 15 Ortschaften enthalten, in den Besitz des Adelsgeschlechtes derer von der Planitz über. 10 Jahre danach starb Hans Edler von der Planitz, und das Gebiet wurde nun zusammen mit der Herrschaft Göltzsch von Balthasar Friedrich, dem Sohn von Hans von der Planitz, übernommen. Im Jahre 1542 teilten sich die drei Söhne des Hans von der Planitz in das Gebiet der Herrschaft Auerbach. Balthasar Friedrich erhielt die Herrschaft Göltzsch. Zu ihr gehörten Rothenkirchen und die an hohen Wäldern so reiche, sich bis zur Zwickauer Mulde hinauf erstreckende Gebietsfläche. Mit der Zeit kam es zur Ansiedlung in dieser Wildnis. Die „Planitzen“, so wurden die dort lebenden Menschen genannt, drangen in die Wälder vor, machten sie urbar – noch heute heißt ein Talstück „die Reuth“ (von roden) – und errichteten anfänglich vier Höfe am Fuße des Kuhbergs. Nach und nach kamen weitere Anwesen, wohl auch ein Brauhaus hinzu. Dieses von Auerbach aus gegründete „Neue Lehen“, war zweifellos der Grundstock für den heutigen Ortsteil Neulehn. Im Befreiungsbrief vom 20. Januar 1546 räumte Balthasar Friedrich den Höfen gewisse Rechte ein und erkannte sie als geordnete Dorfgemeinschaft zu Stützengrün an, die er zu schützen versprach.
Neben dieser Theorie von Pfarrer Obenaus gibt es noch eine weitere. So meint Martin Leistner in Die Bergbaulandschaft von Schneeberg und Eibenstock, das Vorderdorf (Oberstützengrün) sei der älteste Teil von Stützengrün, also nicht wie Obenaus, Neulehn. Siegfried Sieber schreibt: „Stützengrün ist als doppelreihiges Waldhufendorf entstanden. Von seinen Gütern ziehen nach beiden Seiten der Straße die dazugehörigen Hufenstreifen bis hin zur Höhe oder zum Wald.“
Die genannten Chronisten begründen ihre Ansicht folgendermaßen: Das Vorderdorf ist eine geschlossene, nach Plan angelegte Waldhufensiedlung, wie sie im Erzgebirge in größerer Anzahl entstanden sind. 1563 gelangte der Ort zusammen mit Schönheide und Neustädtel in den Grundbesitz des sächsischen Kurfürsten August und wurde somit ein Teil des Amtsbezirkes Schwarzenberg. Im Jahre 1687 kam es zur Erneuerung des Befreiungsbriefes von 1546 durch Kurfürst Johann Georg III. Dieser Brief bestätigte alte Rechte und Freiheiten.

### Unterstützengrün

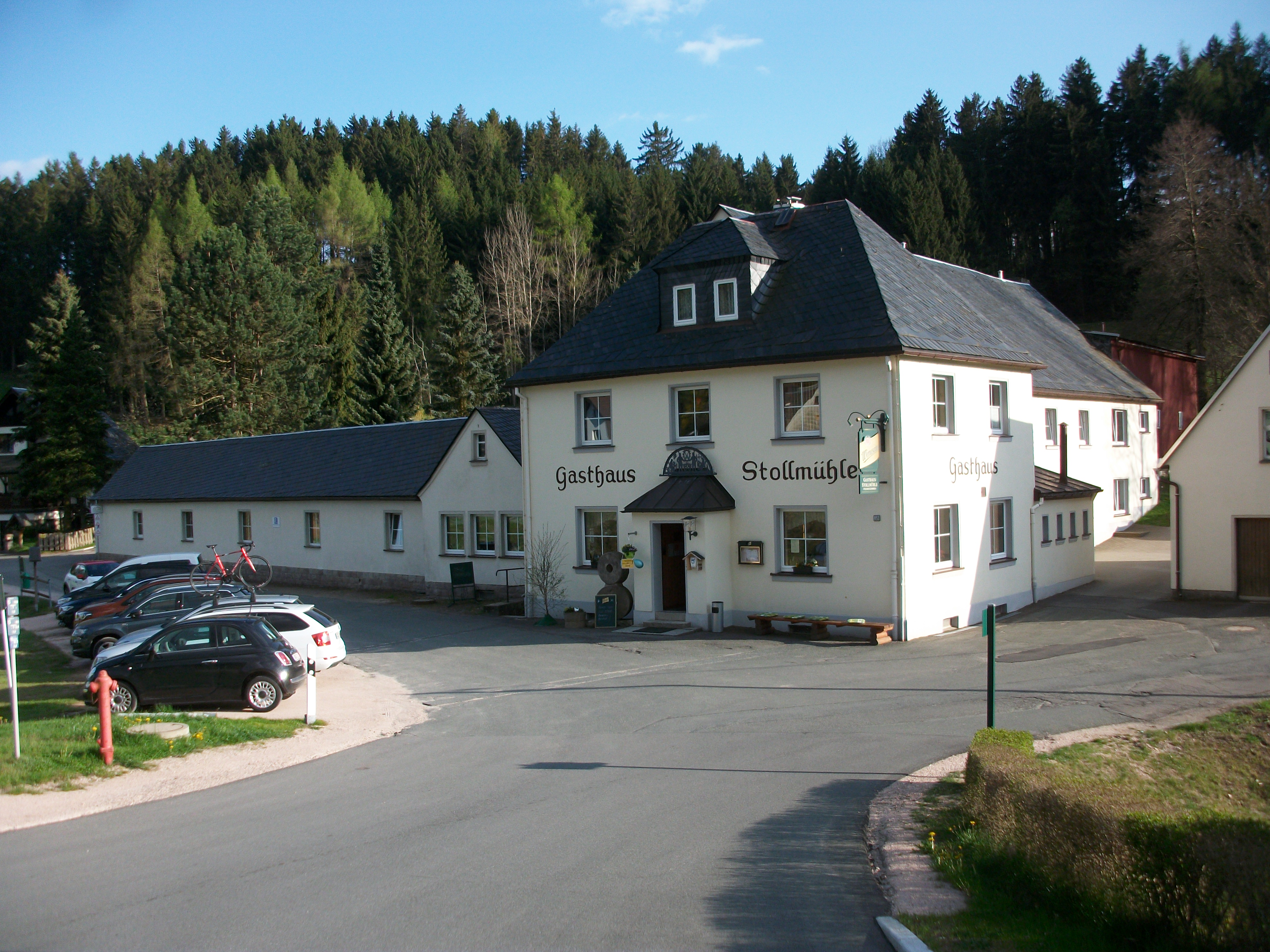
Gasthaus Stollmühle

Völlig unabhängig von der ersten Ansiedlung am Fuße des Kuhberges, dem späteren Oberstützengrün, waren im Weißbachtal, dem späteren Unterstützengrün, ein Waffenhammer und ein Mühlgut aufgrund geringer Vorkommen an Roteisenstein entstanden. Das Gründungsjahr liegt bis heute noch im Dunkeln. Aus einem Aktenstück von 1575 geht jedoch hervor, dass der Besitzer dieses Waffenhammers und Mühlgutes der Amtsschösser von Schwarzenberg gewesen sein könnte. Anschließend wechselten die Besitzer des Waffenhammers mehrmals, der je nach seinem „Produktionsprofil“ auch als Schaufel- bzw. Zainhammer bezeichnet wird. In einer Eingabe des Oberförsters Hans Günther aus Burkhardtsgrün aus dem Jahre 1615 an den Kurfürsten Johann Georg I. von Sachsen wird der Waffenhammer und das Mühlgut als „Unter der Stützengrün“ gelegen bezeichnet.
Mit der Zeit entstand eine immer größer werdende Streusiedlung um Mühlgut und Waffenhammer, die sich schließlich bis zum heutigen Vorderdorf (Oberstützengrün) erstreckte. Die Bewohner unterstanden der Gerichtsbarkeit des jeweiligen Besitzers. In den weiteren Jahren kam es zu einer immer deutlicheren Absplitterung Unterstützengrüns aus der Gesamtgemeinde. Von da an war es nur noch ein winziger Schritt bis zu einem selbständigen Gemeinwesen, das den Namen aus seiner Lage empfing. Aus „Unter der Stützengrün“ wurde Unterstützengrün.
1788 heißt es über Stützengrün: Stützengrün, ein Amtsdorf mit der Bergfreyheit, bey Aue, hat 103 Häuser, ein amtsässiges Mühlenguth (Unter- oder Neu-Stützengrün) und einen Zayn-, Schaufel- und Waffenhammer. Die Einwohner betreiben Ackerbau, Fuhrwerk und einige Handelschaft.

### Vereinigung der Gemeinden
Dass die beiden heutigen Ortsteile im 19. Jahrhundert getrennte Gemeinden waren, wird auch durch folgendes deutlich: Für die Landtagswahlen wurde im Jahr 1849 Oberstützengrün dem 47. Wahlbezirk (Kirchberg) zugeordnet, während Unterstützengrün zum 48. Wahlbezirk (Eibenstock) gehörte.
Erste Gedanken zu einer Zusammenlegung beider selbständiger Gemeinden gab es schon im Jahre 1919.
Am 4. Oktober 1935 war eine erneute Beratung im „Schmidt's Gasthof“ anberaumt worden. Zu dieser nichtöffentlichen Versammlung waren alle Gemeinderäte von Unterstützengrün geladen worden. In dem daraus entstandenen Schreiben an die Kreisleitung der NSDAP wurde einstimmig beschlossen, dass Unterstützengrün als selbstständige Gemeinde erhalten bleibt.
Am 2. September 1949 fand eine Sitzung des Vereinigungsausschusses von Oberstützengrün im Gasthof „Stollmühle“ statt. Es stand die Ausarbeitung des Grenzänderungsvertrages auf der Tagesordnung. Am 2. November 1949 wurde der Grenzänderungsvertrag einstimmig von der Gemeindevertretung in Oberstützengrün anerkannt. Der Grenzänderungsvertrag hing 30 Tage in den jeweiligen Gemeindeämtern aus. Einspruch durch die Bevölkerung wurde nicht erhoben. Die Verwaltungszusammenlegung der beiden Gemeinden erfolgte am 28. Dezember 1949. Aus den selbständigen Gemeinden Oberstützengrün und Unterstützengrün wurde am 1. Juli 1950 die politische Gemeinde Stützengrün.

### Namensherkunft
Es gibt mehrere Auffassungen zur Herkunft des Ortsnamens. So schreibt Obenaus in seiner Chronik, dass der Ortsname vom ersten Ansiedler, der Stidizo, Studizo, Stitz oder Stutz hieß, stammt. In der Urkunde von 1546 hieß es auch „Stitzengrün“. Die Endung „-grün“ leitet er von einer Waldlage ab.
Zum anderen heißt Stütz, Stitz im Mittelhochdeutschen so viel wie „steiler Abhang, abschüssige Stelle“. Angesichts der vorherrschenden Geländeformen könnte der Ortsname auch davon hergeleitet worden sein.

### Entwicklung der Einwohnerzahlen
Auf Grund der Entstehung der Gemeinde aus den Ortsteilen Ober- und Unterstützengrün wird bis zur Zusammenschließung in den 1950er Jahren die Einwohnerentwicklung getrennt betrachtet.

#### Oberstützengrün 1557 bis 1946

Einwohnerentwicklung von Stützengrün von 1834 bis 2016 nach nebenstehenden Tabellen

| Jahr | Einwohner                     |
| ---- | ----------------------------- |
| 1557 | 23 Besessene Mann, 3 Inwohner |
| 1764 | 65 Besessene Mann, 8 Häusler  |
| 1834 | 1.234                         |
| 1871 | 1.375                         |
| 1890 | 1.414                         |
| 1910 | 1.603                         |
| 1925 | 1.720                         |
| 1939 | 1.914                         |
| 1946 | 2.063                         |

#### Unterstützengrün 1792 bis 1946
| Jahr | Einwohner  |
| ---- | ---------- |
| 1792 | 58 Häusler |
| 1834 | 762        |
| 1871 | 708        |
| 1890 | 791        |
| 1910 | 1.022      |
| 1925 | 1.152      |
| 1939 | 1.065      |
| 1946 | 1.015      |

#### Gesamtgemeinde ab 1950
Ab 1998 sind die Einwohnerzahlen der eingemeindeten Orte Hundshübel und Lichtenau enthalten.
| Jahr | Einwohner |
| ---- | --------- |
| 1950 | 3.597     |
| 1964 | 3.037     |
| 1971 | 2.863     |
| 1990 | 2.467     |
| 1998 | 4.092     |
| 1999 | 4.085     |
| 2000 | 4.004     |
| 2001 | 3.976     |
| 2002 | 3.981     |

| Jahr | Einwohner |
| ---- | --------- |
| 2003 | 3.941     |
| 2004 | 3.842     |
| 2005 | 3.806     |
| 2006 | 3.771     |
| 2007 | 3.724     |
| 2008 | 3.688     |
| 2009 | 3.640     |
| 2010 | 3.616     |
| 2012 | 3.474     |

| Jahr | Einwohner |
| ---- | --------- |
| 2013 | 3.444     |
| 2016 | 3.300     |
| 2017 | 3.237     |

 Quelle ab 1998: Statistisches Landesamt des Freistaates Sachsen

## Politik

### Bürgermeister
Die Bürgermeisterwahl am 31. August 2014 brachte 61,8 Prozent der 2 858 Wahlberechtigten an die Urnen. Sie wählten Volkmar Viehweg (parteilos, Kandidat der CDU) mit 97,6 Prozent der abgegebenen Stimmen als Nachfolger von Birgit Reichel (CDU), die über 14 Jahre amtiert hatte. Seine siebenjährige Amtszeit begann am 1. Oktober 2014.
Bürgermeister Volkmar Viehweg kandidierte erneut bei der Wahl am 11. Juli 2021 für eine weitere Amtszeit von sieben Jahren. Außer ihm gab es keine weiteren Kandidaten. Er erhielt 1.044 von 1.077 gültigen Stimmen, dies waren 96,6 Prozent. Von den 2.601 Wahlberechtigten nahmen 42,7 Prozent teil.
| Wahl  | Bürgermeister   | Vorschlag | Wahlergebnis (in %) |
| ----- | --------------- | --------- | ------------------- |
| 2021  | Volkmar Viehweg | CDU       | 96,6                |
| 2014  | Volkmar Viehweg | CDU       | 97,6                |
| 2007  | Birgit Reichel  | CDU       | 99,3                |
| [...] |                 |           |                     |
| 1994  | Frank Schneider | CDU       | 95,0                |

### Gemeinderat
- UWV: 4
- FDP: 2
- CDU: 6
- FS: 2

Bei der Gemeinderatswahl am 9. Juni 2024 erreichten die Wahlvorschlagsträger die nebenstehenden Ergebnisse. Frühere Wahlen sind tabellarisch aufgelistet.
| Liste                         | 2024   | 2024   | 2019   | 2019   | 2014   | 2014   |
| Liste                         | Sitze  | in %   | Sitze  | in %   | Sitze  | in %   |
| ----------------------------- | ------ | ------ | ------ | ------ | ------ | ------ |
| CDU                           | 6      | 41,6   | 7      | 47,2   | 9      | 62,8   |
| Unabhängige Wählervereinigung | 4      | 26,5   | 4      | 26,5   | 4      | 26,7   |
| FDP                           | 2      | 16,3   | 3      | 26,3   | 1      | 10,6   |
| Freie Sachsen                 | 2      | 15,6   | –      | –      | –      | –      |
| Wahlbeteiligung               | 78,3 % | 78,3 % | 71,4 % | 71,4 % | 60,6 % | 60,6 % |

### Wahlen zum sächsischen Landtag
Erste Landtagswahl nach der Wiedervereinigung im Jahr 1990
Im Jahr 1990 konnten die Stützengrüner am 14. Oktober knapp 14 Tage nach der Wiedervereinigung zum ersten Mal seit über 58 Jahren an freien Wahlen der Abgeordneten des Landtages von Sachsen teilnehmen. Nach der Wiedervereinigung Deutschlands wurde das 1952 in der DDR aufgelöste Land Sachsen wieder gebildet. Für Stützengrün war aus diesem Grund diese Wahl ein besonderes historisches Ereignis.
Die Wahl zum Sächsischen Landtag am 14. Oktober 1990 erbrachte folgende Ergebnisse: Bei einer Wahlbeteiligung von 82,3 % erreichte bei den Zweitstimmen die CDU 59,5 %, die damals etwa der bayerischen CSU entsprechende DSU 7,1 %, beide Parteien zusammen mit 66,6 % also zwei Drittel der Stimmen. Die PDS, Nachfolgepartei der SED, erhielt 4,7 %, die FDP 11,2 % und die SPD 14,8 %. Die Wahlentscheidung in Stützengrün wich deutlich von dem Ergebnis für ganz Sachsen ab: Die Wahlbeteiligung betrug nur 72,8 %, die CDU erreichte 53,8 %, die DSU 3,6 % und beide Parteien zusammen 57,4 %. Die PDS erzielte 10,2 %, die FDP 5,3 % und die SPD 19,1 % (s. auch Artikel Landtagswahl in Sachsen 1990).
Landtagswahl 2019
Bei den Wahlen zum Sächsischen Landtag am 1. September 2019, den sechsten seit der historischen Landtagswahl nach der Wiedervereinigung, erhielten in Stützengrün bei einer Wahlbeteiligung von 73,6 Prozent bei den Listenstimmen CDU 42,9 Prozent, AfD 28,1 Prozent, SPD 7,6 Prozent, Die Linke 6,2 Prozent, FDP 5,4 Prozent, Grüne 2,6 Prozent und sonstige Parteien 4,7 Prozent.
Im Wahlkreis Erzgebirge 2, zu dem Stützengrün gehört, wurde der Stützengrüner Eric Dietrich (CDU) direkt in den Landtag gewählt.

### Bundestagswahl 2017
Bei der Wahl zum Deutschen Bundestag am 24. September 2017 erhielten in Stützengrün bei einer Wahlbeteiligung von 81,9 Prozent bei den Zweitstimmen CDU 36,7 Prozent, AfD 27,5 Prozent, SPD 11,0 Prozent, Die Linke 11,0 Prozent, FDP 7,5 Prozent, Grüne 1,6 Prozent und sonstige Parteien 2,6 Prozent. Den Wahlkreis, zu dem Stützengrün gehört, vertritt der direkt gewählte Abgeordnete Marco Wanderwitz (CDU).

### Europawahl 2019
Bei der Wahl zum Europäischen Parlament am 26. Mai 2019 erhielten in Stützengrün bei einer Wahlbeteiligung von 71,5 Prozent CDU 35,3 Prozent, AfD 24,7 Prozent, SPD 7,5 Prozent, Die Linke 7,3 Prozent, FDP 6,6 Prozent, Grüne 4,4 Prozent und sonstige Parteien 5,5 Prozent.

### Zusammenarbeit mit Schönheide
Stützengrün hat mit der Nachbargemeinde Schönheide ein gemeinsames Standesamt. Diese interkommunale Zusammenarbeit soll durch ein gemeinsames Bauamt ausgebaut werden. Einer Vereinbarung hierüber hat der Gemeinderat von Schönheide schon zugestimmt.

## Religionen
Die ev.-luth. Kirchgemeinden Stützengrün und Hundshübel gehören zum Kirchenbezirk Aue. Lichtenau ist in die ev.-luth. Kirchgemeinde nach Bärenwalde im Kirchenbezirk Zwickau gepfarrt. Stützengrün war bis 1706 nach Rothenkirchen gepfarrt und danach bis 1885 Filialkirche von Rothenkirchen.
Die Landeskirchlichen Gemeinschaften Stützengrün-Grund, Stützengrün-Neulehn und Hundshübel gehören zum Bezirk Auerbach/Vogtland. Sie sind Hauptinitiatoren des seit den 1920er Jahren stattfindenden und überregional bekannten Waldgottesdienstes am Pfingstmontag in Stützengrün.

## Kultur und Sehenswürdigkeiten
- siehe auch: Liste der Kulturdenkmale in Stützengrün

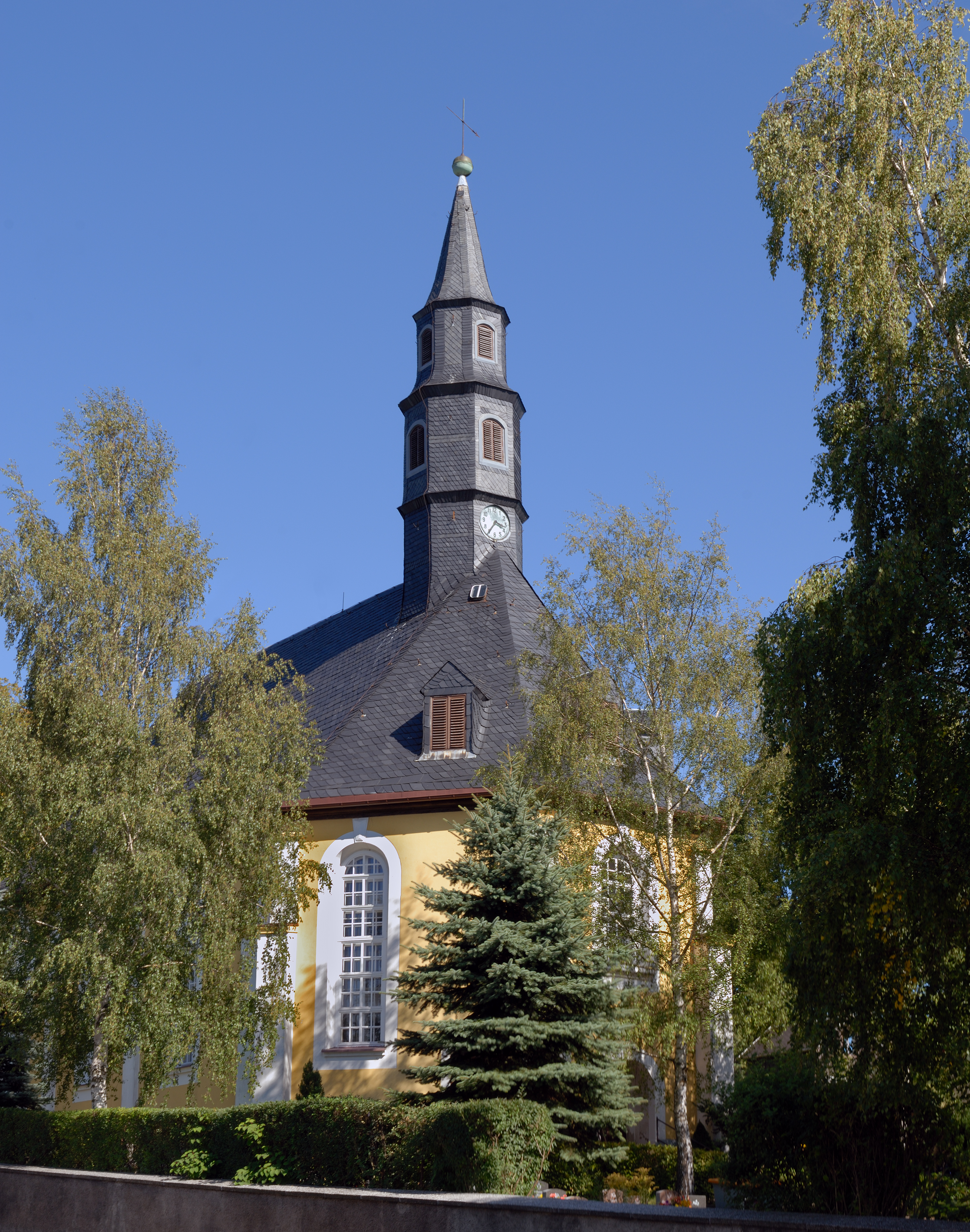
Dorfkirche

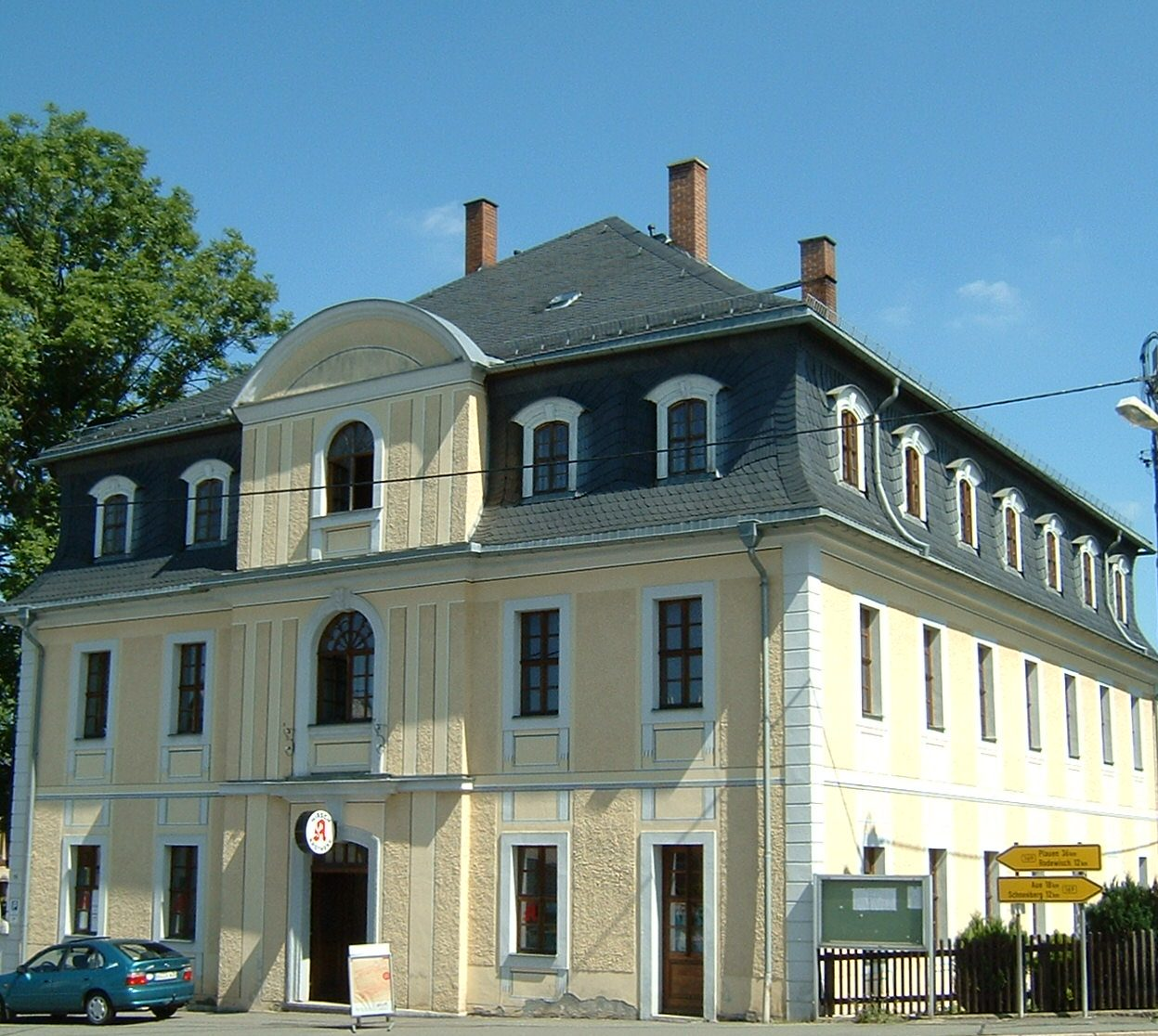
Wohnhaus um 1700

- Im Zentrum steht die 1697 bis 1701 erbaute und schon zur DDR-Zeit denkmalgeschützte Dreifaltigkeitskirche Stützengrün mit geschnitztem Altar und einer Jehmlich-Orgel von 1859, die 1991 restauriert wurde.[30] Die Grundsteinlegung fand am 26. Januar 1697 im Beisein des Amtmanns des Amts Schwarzenberg, Christian Kreß, statt.[31]
- Ein weiterer Anziehungspunkt des Ortes ist der 794,6 m ü. NHN hohe Kuhberg mit dem vom Erzgebirgs-Zweigverein Schönheide errichteten und im Jahr 1894 eröffneten, früher nach dem sächsischen Kronprinzen Georg „Prinz-Georg-Turm“ benannten Aussichtsturm von 20 Meter Höhe.
- Außerdem wurde ein Bergwiesenerlebnispfad (ca. 4 km) eingerichtet, der mit Schautafeln über die heimische Vegetation, insbesondere die europaweite Bedeutung der Bergwiesen des FFH-Gebietes Bergwiesen um Schönheide und Stützengrün im Netz Natura 2000 der Europäischen Union informiert.[32]
- Nadlerhaus im Ortsteil Hundshübel
- Schmalspur-Museumsbahn nach Schönheide[33]
- Wanderwege rund um die Talsperre Eibenstock

### Naturschutz
- Siehe auch: Liste der Naturdenkmale in Stützengrün

## Wirtschaft und Infrastruktur

### Verkehr
Stützengrün liegt an der Bundesstraße 169. Bis 1975 hatte die Ortschaft einen Bahnhof und einen Haltepunkt an der 42 km langen Schmalspurbahn Wilkau-Haßlau–Carlsfeld. Zwei bogenförmige Eisenbahnbrücken im Ortsgebiet wurden bei Stilllegung der Bahn abgerissen. In den 1990er Jahren wurde ein Teilstück von der Museumsbahn Schönheide wiederaufgebaut. Die heute verkehrende Museumsbahn nutzt die alte Trasse, hält am Haltepunkt Stützengrün an der Bürstenfabrik und endet am 2001 geschaffenen Haltepunkt Neulehn, der kurz hinter dem Haltepunkt Stützengrün liegt. Die Museumsbahn braucht für dieses Streckenstück sechs Minuten.

### Ansässige Unternehmen
- Bürstenindustrie
- Klein- und mittelständische Betriebe
- vereinzelt Landwirtschaft
- Gewerbegebiet an der B 169

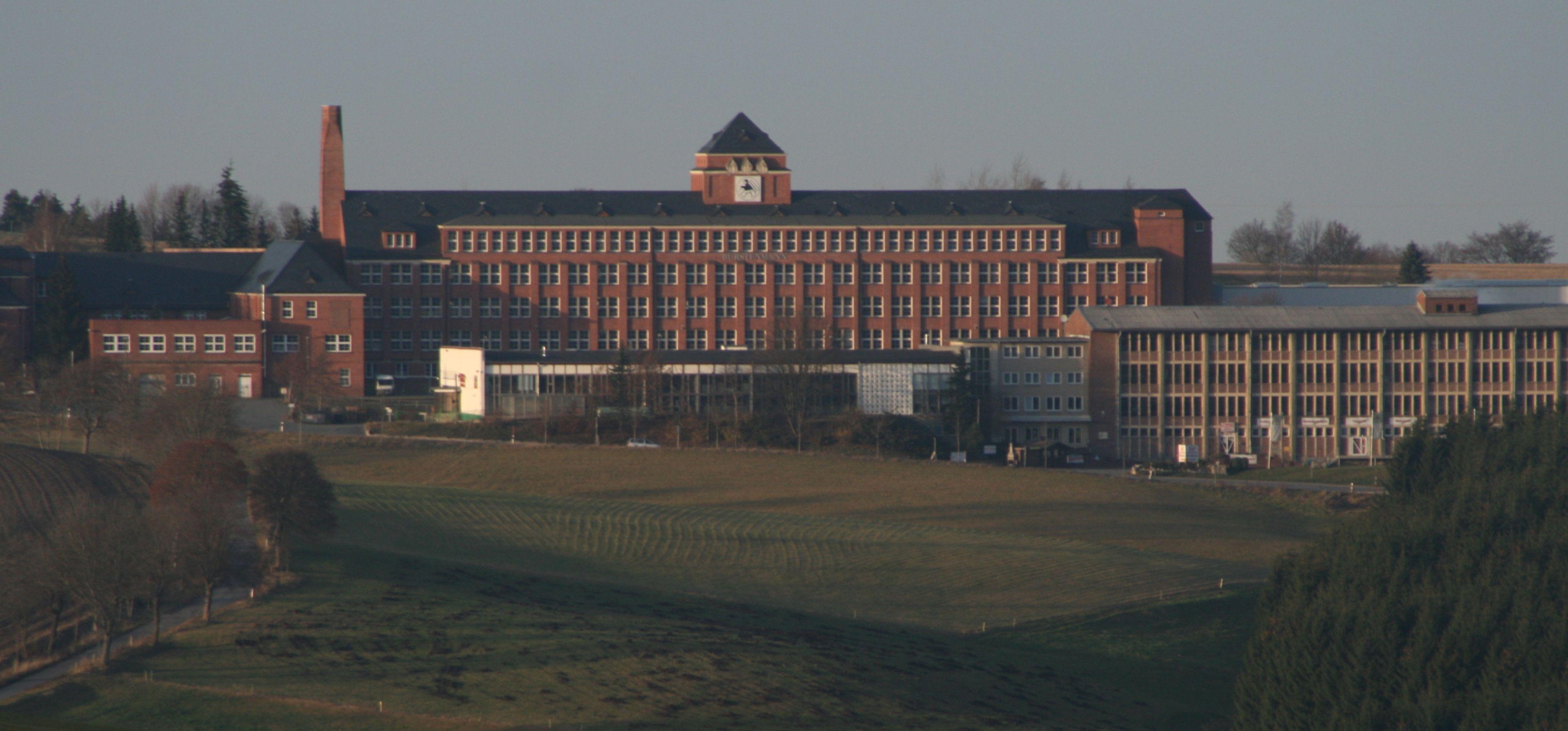
Bürstenfabrik, von Schönheide aus gesehen, in der Mitte der Bau von 1925, rechts Bauten aus den 1950er Jahren

Zur DDR-Zeit gab es in Stützengrün ein Betriebsferienheim der VEB Werkzeugmaschinenfabrik Union aus Karl-Marx-Stadt.

### Bildung

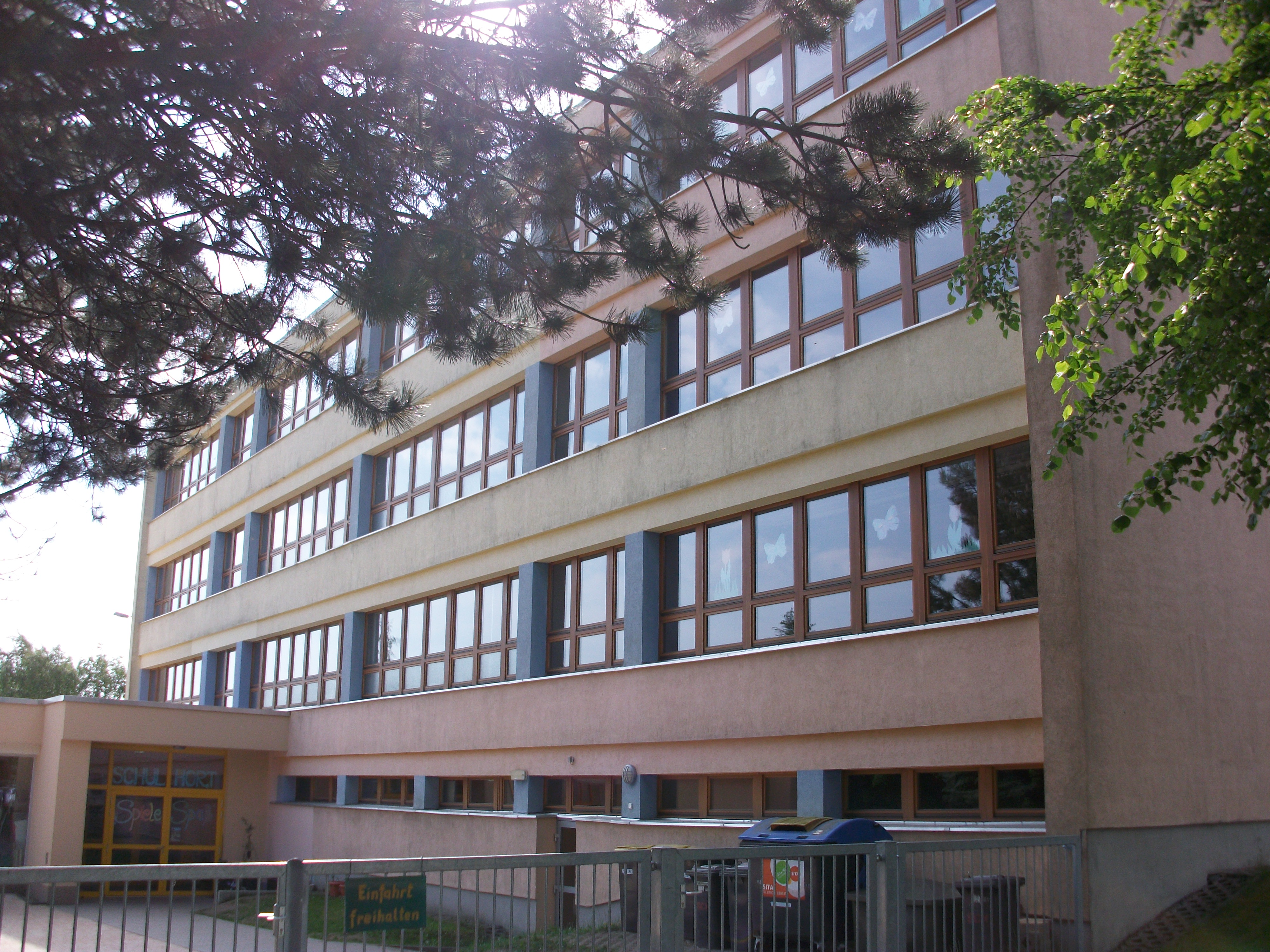
Grundschule Stützengrün in Neulehn (2017)

Die Grundschule in Stützengrün an der Schulstraße steht in der Trägerschaft der Gemeinde Stützengrün. Sie wird von Schülerinnen und Schülern aus Stützengrün und aus Schönheide besucht. Die Oberschule in Schönheide, die zum Hauptschul-, qualifizierenden Hauptschul- und Realschulabschluss nach der 10. Klasse führt, wird auch von den Schülerinnen und Schülern aus Stützengrün besucht. Zwischen den beiden Gemeinden bestehen seit 2003 entsprechende Vereinbarungen.